# Can't Help Falling in Love
Singles de Elvis Presley
Little Sister
(1961) Good Luck Charm
(1961)
Can't Help Falling in Love est une chanson sentimentale initialement chantée par Elvis Presley en 1961. Il s'agit d'une variation sur la chanson française Plaisir d'amour, arrangée par George Weiss, Hugo Peretti et Luigi Creatore. Ce titre a ensuite connu de très nombreuses reprises.

## Version originale
Elvis Presley enregistre Can’t Help Falling in Love le 25 septembre 1961, au studio Radio Recorders, à Hollywood, pour le film Blue Hawaii (Sous le ciel bleu de Hawaï). La chanson (prise no 29) paraît d’abord sur la bande originale du film le 1er octobre de la même année, puis en single, le 22 novembre (RCA 47-7968) avec, sur la face B, la chanson Rock-A-Hula Baby. Can’t Help Falling In Love a atteint la deuxième position du Billboard Hot 100 aux États-Unis, et la première position en Grande-Bretagne. Le 30 mars 1962, le single est certifié disque d'or par la RIAA. La version du film, dite movie version, est la prise no 23.
Presley reprend Can’t Help Falling In Love pour l’émission NBC-TV Special. Cette version paraît sur l’album du même nom le 22 novembre 1968. À partir de 1969, la chanson fait partie du répertoire de scène d'Elvis, et conclut ses concerts la plupart du temps.

## Reprises
Plusieurs dizaines d’artistes, de styles musicaux aussi différents que Julio Iglesias, Bruce Springsteen (en concert), Klaus Nomi ou Pearl Jam (également en concert), ont repris la chanson, dès 1962. En voici quelques exemples : 
Perry Como enregistre une version qui paraîtra sur son album By Request (RCA Victor, LSP-2567) en septembre 1962. 
Al Martino aura un succès modéré avec la chanson en 1970 (Capitol 2746), atteignant la 51e place du Hot 100 du Billboard, la 5e position au Adult Contemporary du Billboard et la 57e place au Cash Box, sur la liste des meilleures ventes. Le 3 juin de la même année, Bob Dylan enregistre sa version au studio 'E' de Columbia, à New York. Elle n’apparaîtra que trois ans plus tard, sur la compilation intitulée Dylan. 
L’artiste canadien Corey Hart atteindra la 24e position du Billboard avec la chanson (EMI America 8368) en 1987, après son inclusion dans l’album Fields of Fire, l’année précédente. 
En 1993, le groupe UB40 sort l’album Promises And Lies sur lequel on retrouve sa version de la chanson. Celle-ci atteindra la première place du Billboard américain ainsi que du palmarès britannique la même année, lorsqu’elle paraîtra en single (DEP 40). Leur version est utilisée dans le film Sliver, toujours en 1993. 
Le groupe U2 a interprété cette chanson lors de sa tournée Zoo TV en clôture de concert comme à Sydney. 
La chanteuse canadienne Céline Dion interprète souvent cette chanson lors de concerts ou d'émissions télévisées. Elle l'a reprise entre autres lors de représentations de A new day à Las Vegas, et lors du VH1 Diva's live 2002. Sa version la plus célèbre est celle enregistrée pour le VHS The Colour of My Love Concert, en 1993.
Le groupe Pearl Jam interprète la chanson en concert à deux reprises en 2000 (le 15 août à Memphis, Tennessee et le 22 octobre, à Las Vegas), qui paraîtront en 2001 sur deux albums live chez Sony.
En 2002, une version de la chanson par le groupe suédois A*Teens se retrouve dans le film Lilo et Stitch, ainsi que sur la bande originale. La même année, le groupe Sigue Sigue Sputnik fait paraître sa version de la chanson sur l’album Black Elvis vs. The Kings of Electronic Rock.
Michael Bublé fait paraître sa version en 2004, sur l’album Come Fly with Me. 
Le 31 janvier 2006 voit la sortie d’un album d’Andrea Bocelli, sur lequel figure Can’t Help Falling In Love, enregistrée en concert au Lake Las Vegas Resort.
En 2008, le groupe folk rock Blackmore's Night reprend la chanson sur son album Secret Voyage.
En 2017, le chanteur philippin Daniel Padilla retrouve dans le film Can't Help Falling in Love. 
En 2020, le chanteur britannique Tom Rosenthal reprend la chanson sur son album de reprises Stop Stealing The Covers!

### Reprises notables
- A*Teens
- Klaus Nomi
- Clay Aiken
- Chris Isaak
- Eddy Arnold
- Baccara
- Shirley Bassey
- Blackmore's Night
- Luka Bloom
- Bon Jovi
- Bob Dylan
- Floyd Cramer
- Ed Sheeran
- Neil Diamond
- Doris Day
- Dead Moon
- Val Doonican
- Eels
- Erasure
- F4
- UB40
- Stray Cats
- James Galway
- Arlo Guthrie
- Darren Hayes
- Hi-Standard
- Engelbert Humperdinck
- The Jordanaires
- Paul Jones
- Kamahl
- Brenda Lee
- The Lennon Sisters
- Lick the Tins
- Joe Loss and his Orchestra
- George Maharis
- Barry Manilow
- Richard Marx
- Ingrid Michaelson
- Dave Matthews Band
- Anne Murray
- Patti Page
- Marty Robbins
- Kenny Rogers
- The Stylistics
- The Who (Live at Ulm 2006)
- TSZX
- U2
- We Five
- Slim Whitman
- Andy Williams
- Link Wray
- Damien Saez
- Céline Dion
- Revolver
- Stephan Eicher
- William Control
- Twenty One Pilots
- Bruce Springsteen
- Christina Grimmie
- Jess & Gabriel Conte
- Miar
- Ice Nine Kills
- Foster feat. Sody (chanteuse)
- Haley Reinhart
- G-Dragon
- Daniel Padilla
- Prince Royce (sur son album Eterno, 2025).